# Bahnstrecke Basel–Rodersdorf
| Der Bahnhof Leymen in Frankreich |                                                                    |                                             |                                             |
| Streckennummer (BAV): | L001                                                               |                                             |                                             |
| Fahrplanfeld: | 50.010                                                             |                                             |                                             |
| Streckenlänge: | 16.27 km                                                           |                                             |                                             |
| Spurweite: | 1000 mm (Meterspur)                                                |                                             |                                             |
| Stromsystem: | 750 Volt (bis ca. 1910) 940 Volt (bis 1984) 600 Volt (seit 1984) = |                                             |                                             |
| Maximale Neigung: | 46 ‰                                                               |                                             |                                             |
| Zweigleisigkeit: | Heuwaage–Sonnenrain Witterswil-Bättwil                             |                                             |                                             |
| |                                                                    |                                             |                                             |
| \| \| \| Verknüpfung mit Basler Tramnetz (seit 1986) \| \| \| \| 0.00 \| Basel Heuwaage mit Wendeschleife \| Basel Heuwaage mit Wendeschleife \| \| \| \| Tramlinien 1 und 8 \| \| \| \| 0,49 \| Zoo \| Zoo \| \| \| \| Bahnstrecke Strasbourg–Basel \| \| \| \| \| Tramlinie 2 \| \| \| \| 1.30 \| Dorenbach (seit 1934) \| Dorenbach (seit 1934) \| \| \| 1,63 \| Binningen Oberdorf \| Binningen Oberdorf \| \| \| 2,00 \| Binningen Schloss \| Binningen Schloss \| \| \| 2,60 \| Bottmingermühle \| Bottmingermühle \| \| \| 3,12 \| Batteriestrasse (seit 1962) \| Batteriestrasse (seit 1962) \| \| \| 3,48 \| Bottmingen Schloss \| Bottmingen Schloss \| \| \| 4,37 \| Stallen \| Stallen \| \| \| 4,93 \| Oberwil Zentrum \| Oberwil Zentrum \| \| \| 5,93 \| Hüslimatt Depot, mit Wendeschleife \| Hüslimatt Depot, mit Wendeschleife \| \| \| 6,77 \| Therwil Zentrum \| Therwil Zentrum \| \| \| 7,28 \| Känelmatt (seit 1990) \| Känelmatt (seit 1990) \| \| \| 8.72 \| Ettingen Bahnhof mit Wendeschleife \| Ettingen Bahnhof mit Wendeschleife \| \| \| 10,10 \| Sonnenrain (seit 1997) \| Sonnenrain (seit 1997) \| \| \| 10,67 \| Witterswil Station \| Witterswil Station \| \| \| 11,66 \| Bättwil Dorf \| Bättwil Dorf \| \| \| 12,42 \| Flüh Bahnhof mit Wendeschleife \| Flüh Bahnhof mit Wendeschleife \| \| \| 12,53 \| Staatsgrenze Schweiz / Frankreich \| Staatsgrenze Schweiz / Frankreich \| \| \| 13,72 \| Leymen Station \| Leymen Station \| \| \| 15,48 \| Staatsgrenze Frankreich / Schweiz \| Staatsgrenze Frankreich / Schweiz \| \| \| 16,27 \| Rodersdorf Station mit Wendeschleife \| Rodersdorf Station mit Wendeschleife \| |                                                                    |                                             |                                             |
| U-Bahn-Strecke |                                                                    | Verknüpfung mit Basler Tramnetz (seit 1986) | Verknüpfung mit Basler Tramnetz (seit 1986) |
| | 0.00                                                               | Basel Heuwaage mit Wendeschleife            | Basel Heuwaage mit Wendeschleife            |
| Kreuzung mit U-Bahn geradeaus unten |                                                                    | Tramlinien 1 und 8                          | Tramlinien 1 und 8                          |
| Haltepunkt / Haltestelle | 0,49                                                               | Zoo                                         | Zoo                                         |
| Kreuzung geradeaus unten |                                                                    | Bahnstrecke Strasbourg–Basel                | Bahnstrecke Strasbourg–Basel                |
| Kreuzung mit U-Bahn geradeaus unten |                                                                    | Tramlinie 2                                 | Tramlinie 2                                 |
| Haltepunkt / Haltestelle | 1.30                                                               | Dorenbach (seit 1934)                       | Dorenbach (seit 1934)                       |
| Haltepunkt / Haltestelle | 1,63                                                               | Binningen Oberdorf                          | Binningen Oberdorf                          |
| Haltepunkt / Haltestelle | 2,00                                                               | Binningen Schloss                           | Binningen Schloss                           |
| Haltepunkt / Haltestelle | 2,60                                                               | Bottmingermühle                             | Bottmingermühle                             |
| Haltepunkt / Haltestelle | 3,12                                                               | Batteriestrasse (seit 1962)                 | Batteriestrasse (seit 1962)                 |
| Haltepunkt / Haltestelle | 3,48                                                               | Bottmingen Schloss                          | Bottmingen Schloss                          |
| Haltepunkt / Haltestelle | 4,37                                                               | Stallen                                     | Stallen                                     |
| Haltepunkt / Haltestelle | 4,93                                                               | Oberwil Zentrum                             | Oberwil Zentrum                             |
| Haltepunkt / Haltestelle | 5,93                                                               | Hüslimatt Depot, mit Wendeschleife          | Hüslimatt Depot, mit Wendeschleife          |
| Haltepunkt / Haltestelle | 6,77                                                               | Therwil Zentrum                             | Therwil Zentrum                             |
| Haltepunkt / Haltestelle | 7,28                                                               | Känelmatt (seit 1990)                       | Känelmatt (seit 1990)                       |
| Bahnhof | 8.72                                                               | Ettingen Bahnhof mit Wendeschleife          | Ettingen Bahnhof mit Wendeschleife          |
| Haltepunkt / Haltestelle | 10,10                                                              | Sonnenrain (seit 1997)                      | Sonnenrain (seit 1997)                      |
| Bahnhof | 10,67                                                              | Witterswil Station                          | Witterswil Station                          |
| Haltepunkt / Haltestelle | 11,66                                                              | Bättwil Dorf                                | Bättwil Dorf                                |
| Bahnhof | 12,42                                                              | Flüh Bahnhof mit Wendeschleife              | Flüh Bahnhof mit Wendeschleife              |
| Grenze | 12,53                                                              | Staatsgrenze Schweiz / Frankreich           | Staatsgrenze Schweiz / Frankreich           |
| Bahnhof | 13,72                                                              | Leymen Station                              | Leymen Station                              |
| Grenze | 15,48                                                              | Staatsgrenze Frankreich / Schweiz           | Staatsgrenze Frankreich / Schweiz           |
| Kopfbahnhof Streckenende | 16,27                                                              | Rodersdorf Station mit Wendeschleife        | Rodersdorf Station mit Wendeschleife        |

Die Bahnstrecke Basel–Rodersdorf, auch als Birsigtalbahn bekannt, ist eine 16,27 Kilometer lange Vorortsbahn, ausgehend von Basel im Kanton Basel-Stadt nach Rodersdorf im Kanton Solothurn, in der Schweiz.
Eigentümerin und Betreiberin war bis 1. Januar 1974 die Birsigthalbahn-Gesellschaft (BTB) mit Sitz in Basel. An diesem Tag ging die Strecke an das Nachfolgeunternehmen Baselland Transport AG (BLT) über.

## Geschichte

### Bau und Dampfbetrieb

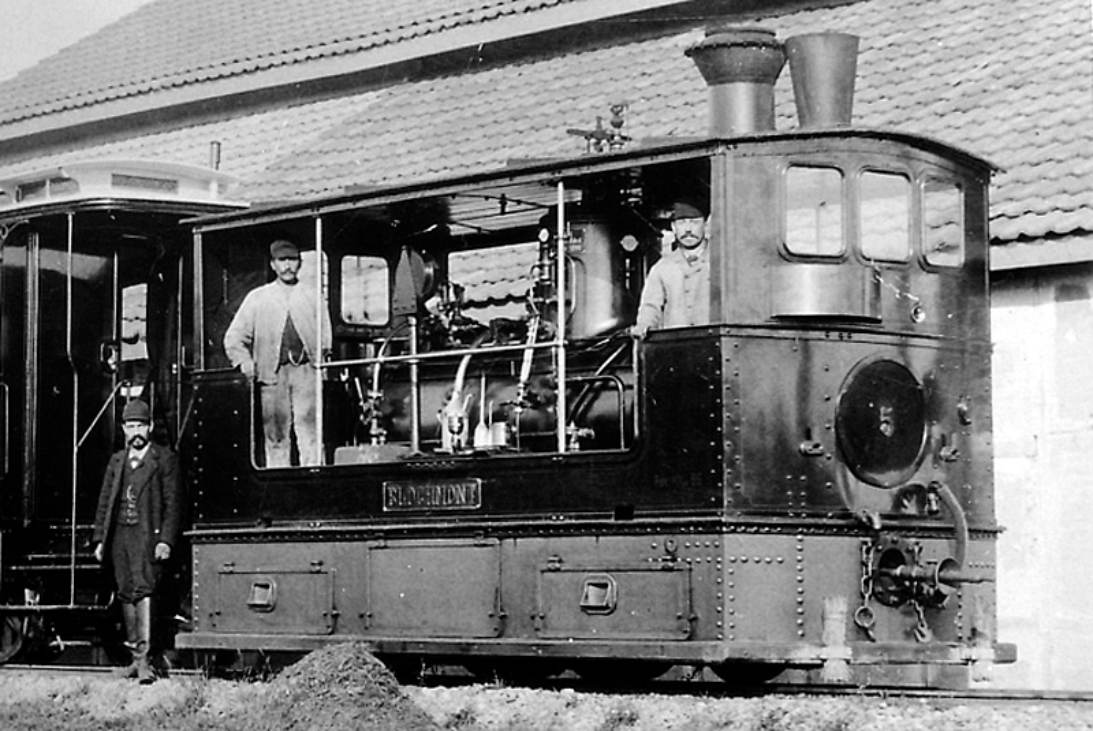
G 3/3 5 „Blochmont“, die letztgelieferte von fünf gleichartigen Dampfloks – im Volksmund „Glettyyseli“ (Bügeleisen) genannt. Die Aufnahme entstand vermutlich anlässlich der Lieferung 1896 beim Depot Oberwil.

Am 17. Mai 1887 wurde die Birsigthalbahn-Gesellschaft als Actiengesellschaft mit Sitz in Basel gegründet.
Der Bauauftrag für das Erstellen der Bahngleise erging an das Berner Bauunternehmen Pümpin & Herzog, Gesellschaft für Specialbahnen. Der erste Abschnitt der Bahnstrecke wurde am 4. Oktober 1887 eröffnet. Dieser führte von Basel nach Therwil und wurde als Dampfstrassenbahn betrieben. Das Trassee wurde vom späteren Baselbieter Regierungsrat Martin Stohler ausgesteckt. Die ursprüngliche stadtseitige Endstation befand sich in der Steinenthorstrasse beim Vierlinden-Brunnen und hiess zu den Vierlinden. Schon am 11. Oktober 1888 konnte die Strecke bis Flühen (dem heutigen Flüh) verlängert werden. Die Basler Strassen-Bahnen (B.St.B.) planten eine Verlängerung ihrer Tramlinie 4. Diese sollte durch die Steinenthorstrasse und Morgartenring bis nach Allschwil führen. Um dies realisieren zu können, musste die Birsigtalbahn ab dem 2. April 1900 ihre Endstation zum Platz vor dem 1866 abgebrochenen Steinentor (die heutige Heuwaage) verlegen. Am 2. August 1900 konnte dort ein Stationsgebäude und ein Jahr später ein Güterschuppen bezogen werden.

### Elektrischer Betrieb

Plakat von Burkhard Mangold für die verlängerte Birsigtalbahn (1910)

Zum 2. Juni 1905 wurde der Dampfbetrieb durch die elektrische Traktion mit 750 Volt Gleichstrom abgelöst. Am 1. Mai 1910 konnte die Verlängerung der Strecke ab Flühen über Leimen (deutsche Schreibweise) bis Rodersdorf in Betrieb genommen werden. Leimen liegt auf elsässischem Gebiet. Dies gehörte damals zum Deutschen Kaiserreich und wurde als Reichsland Elsaß-Lothringen benannt. Dass Leimen einen Bahnhof erhalten sollte, wurde mit der Erteilung der Baubewilligung verknüpft.
Durch den Bau des Bahnhofes und die knapp drei Kilometer Gleise über elsässisches Gebiet wurde die BTB zu einer internationalen Bahn. Eine geplante Weiterführung bis Belfort wurde nicht realisiert.
Im hinteren Teil des Leimentals stieg die Strecke an. Vollbesetzte Züge kamen bald an ihre Leistungsgrenze. In Absprache mit der Elektrizitätsgesellschaft Alioth (EGA), dem Ausrichter der elektrischen Einrichtungen, wurde die Fahrspannung um 1910 von 750 Volt auf 940 Volt Gleichstrom erhöht. Die Leistung der Fahrzeuge wurde dadurch verbessert.

### Erster Weltkrieg
Der Bahnbetrieb von Flüh über das zum Deutschen Kaiserreich gehörende Leimen nach Rodersdorf wurde während des Ersten Weltkrieges zeitweise eingestellt.

### Zweiter Weltkrieg
1939 erfolgte eine vorübergehende Sperrung des Abschnitts Flüh–Rodersdorf. Die Fahrgäste wurden mit Autobussen von Flüh über Mariastein und Metzerlen nach Rodersdorf befördert.
1940 wurde das Elsass durch die deutsche Wehrmacht besetzt. Während des Zweiten Weltkrieges musste der Abschnitt Flüh–Rodersdorf vom 3. Juni 1940 bis zum 30. April 1945 wieder gesperrt werden.

## Betreiberwechsel
Nach der Fusion vom 1. Januar 1974 zur BLT blieben die hellblau-weiss lackierten Fahrzeuge der Birsigtalbahn bis Oktober 1984 im Einsatz. Im hellblauen Farbteil wurde lediglich das BTB-Logo durch ein weisses BLT-Logo ersetzt. Die BLT ordnete die Strecke nach Rodersdorf, in Koordination mit den Basler Verkehrs-Betrieben (BVB), als Linie 17 ein.

## Umstellung auf Trambetrieb

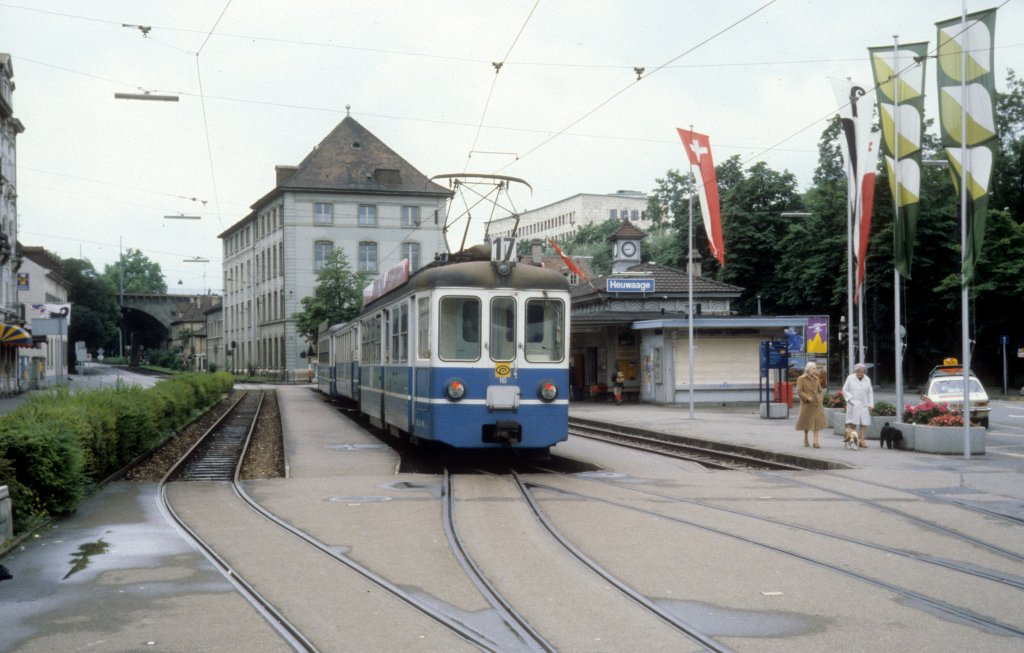
1980: Der Endbahnhof Heuwaage vor der Verknüpfung mit dem Tramnetz

Von 1982 bis 1984 wurde die Strecke modernisiert, abschnittsweise doppelspurig erweitert und auf den Betrieb mit Tramfahrzeugen vorbereitet. Gleichzeitig richtete man vier neue Haltestellen ein. In der Nacht vom 26. auf den 27. Oktober 1984 wurden die blau-weissen Zweirichtungsfahrzeuge, die sogenannten "Blauen Bähnli", durch Standardtrams in Einrichtungsbauweise ersetzt. In jener Nacht waren mehrere Unternehmen mit der Umstellung beschäftigt. Ersetzt werden mussten unter anderem die Herzstücke aller Weichen, zudem wurde die Fahrspannung von 940 auf 600 Volt Gleichstrom herabgesetzt. Die Rangiergeleise im Depot Oberwil wurden abgehängt, beim damals neu entstandenen Depot Hüslimatt (ebenfalls in Oberwil gelegen) mussten dagegen zahlreiche neue Weichen eingebaut werden.
Ebenso mussten Wendeschleifen an der Heuwaage, beim neuen Depot Hüslimatt Oberwil, in Ettingen, in Flüh und in Rodersdorf errichtet werden. Seither verkehren gelb-rote Gelenktriebwagen auf der Strecke, zunächst teils mit grünen, von den BVB übernommenen Anhängern. In diesem Zusammenhang entfiel auch die erste Wagenklasse.
Am 25. Oktober 1986 wurde die Rodersdorfer Strecke schliesslich vollständig in das Basler Tramnetz integriert. Hierzu mussten zwei Verbindungsgleise zwischen dem ehemaligen Endbahnhof Heuwaage und der Tramhaltestelle Heuwaage gebaut werden. Anschliessend wurde die Tramlinie 10, die zuvor von Dornach zum Aeschenplatz führte, bis Rodersdorf verlängert. Durch die Verknüpfung mit der Bahnstrecke Basel–Dornach entstand eine 25,952 Kilometer lange Durchmesserlinie. Die Linie 17 wurde im Gegenzug zu einer 12,322 Kilometer langen Einsatzlinie zwischen Ettingen und Schifflände beziehungsweise Wiesenplatz umgewandelt.
1996 und 1997 wurde die ab der Haltestelle Binningen Oberdorf bis nach Binningen Schloss bestehende Einspurstrecke auf Doppelspur ausgebaut. Die neuen Gleise konnten über den 250 m langen Kanal von Birsig und Rümelinbach verlegt werden. Dadurch wurde die ab Basel bestehende Doppelspurstrecke um etwa 400 Meter verlängert.

## Heutiger Betrieb und Planungen
Bis Ettingen besteht ein durchgehender 7,5-Minuten-Takt, mit der Linie 17 verkehrt bis Ettingen in Spitzenzeiten alle 3,75 Minuten ein Kurs. Bis Flüh wird im 15-Minuten-Takt gefahren, Rodersdorf wird alle 30 Minuten bedient.
2013 begannen die Vorarbeiten zum Doppelspurausbau im Abschnitt Ettingen–Rodersdorf. Vom 2. Juni bis zum 7. September 2014 erfolgte der komplette Neubau der Strecke inklusive des Ausbaus auf Doppelspur zwischen Ettingen und Sonnenrain sowie zwischen Witterswil und Bättwil.
Damit wurde zum Fahrplanwechsel im Dezember 2014 die Einführung eines 7,5-Minuten-Takts bis Flüh möglich, welcher vorerst in den Hauptverkehrszeiten realisiert wird. Der Abschnitt Flüh–Rodersdorf wird weiterhin alle 30 Minuten bedient.

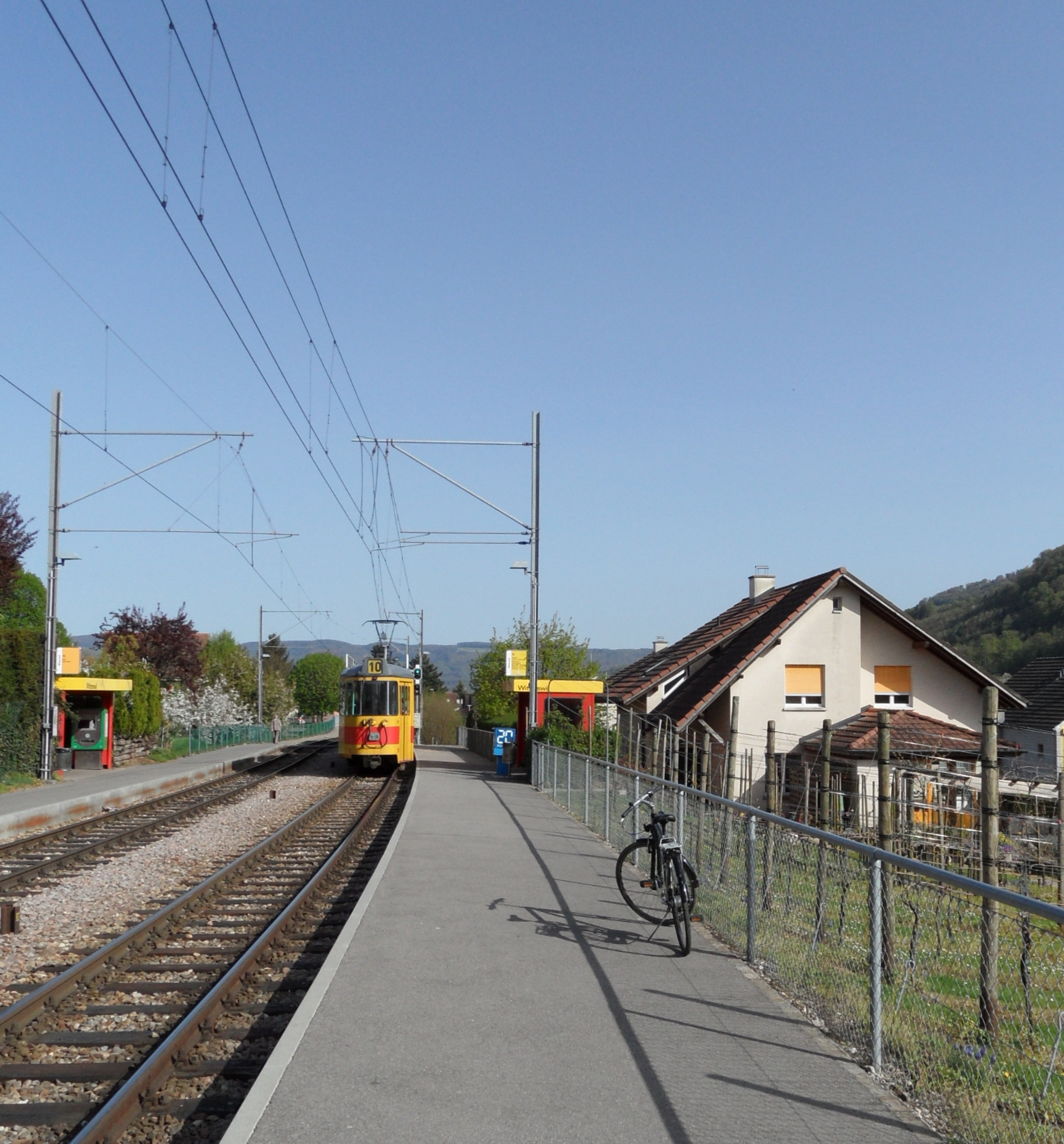
Kreuzungsstation Witterswil
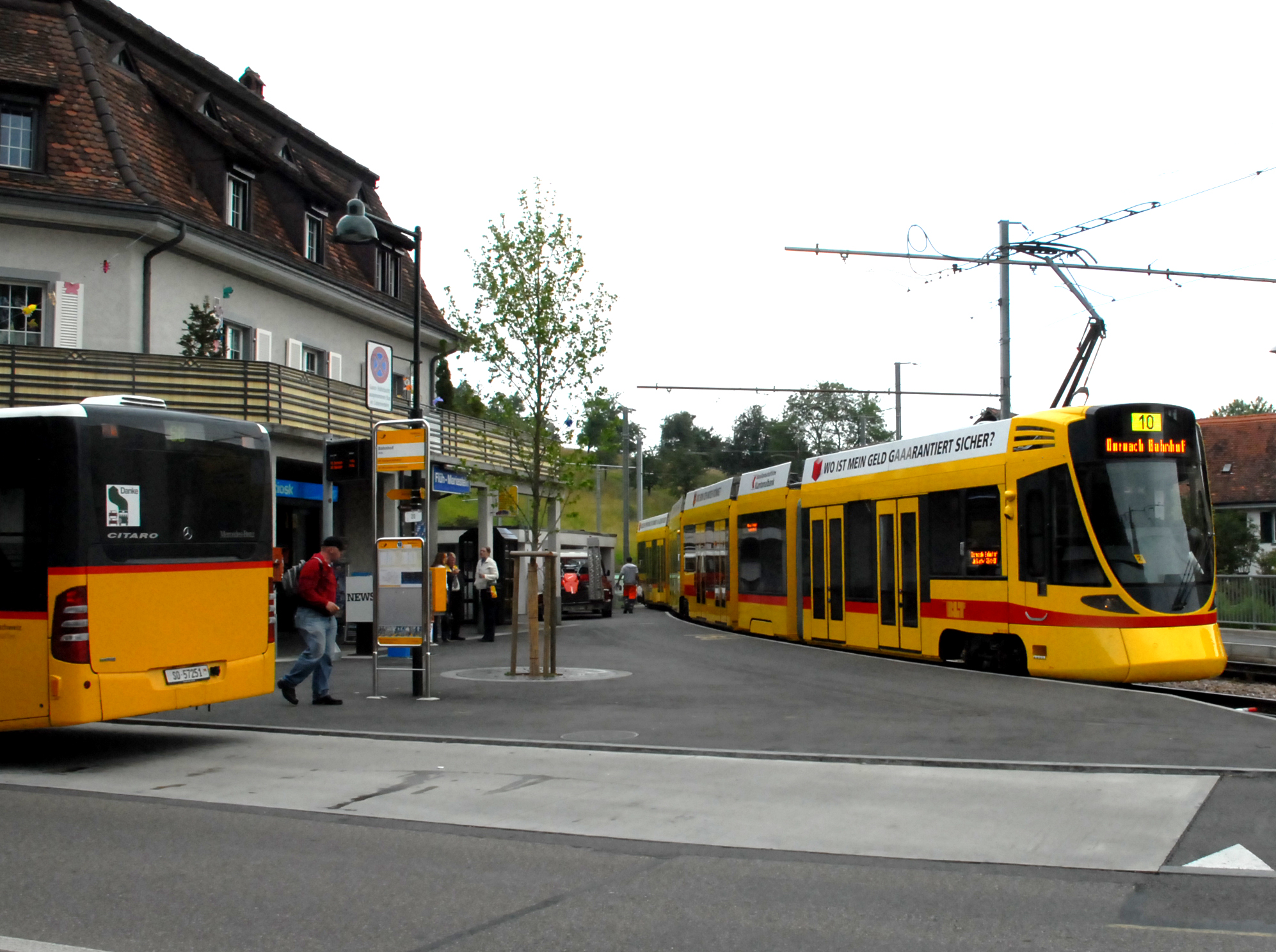
Der Bahnhof Flüh mit einem Niederflurzug des Typs Stadler Tango Be 6/10
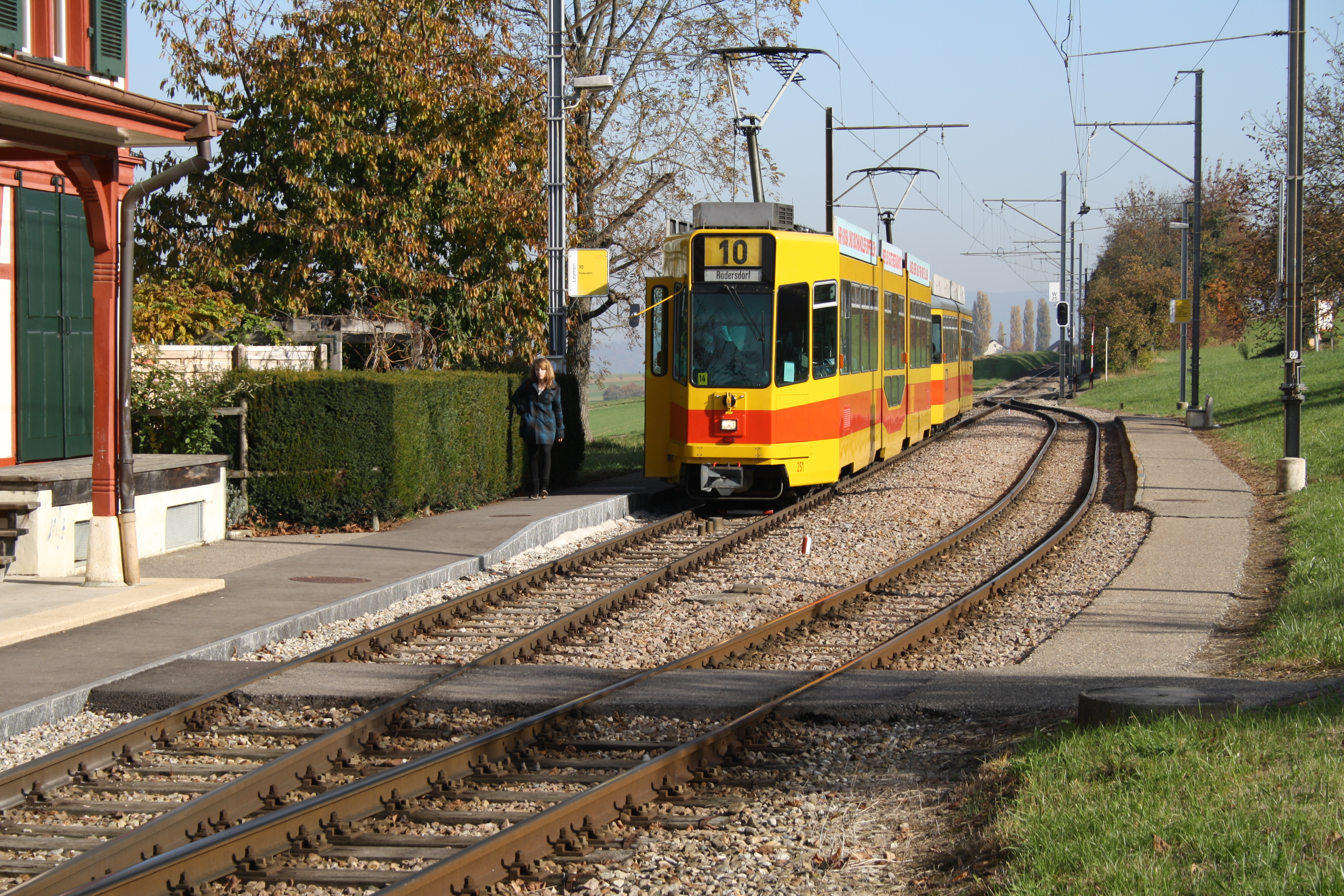
Ein Be 4/8 mit Be 4/6 als motorisierter Anhänger in Leymen, 2009
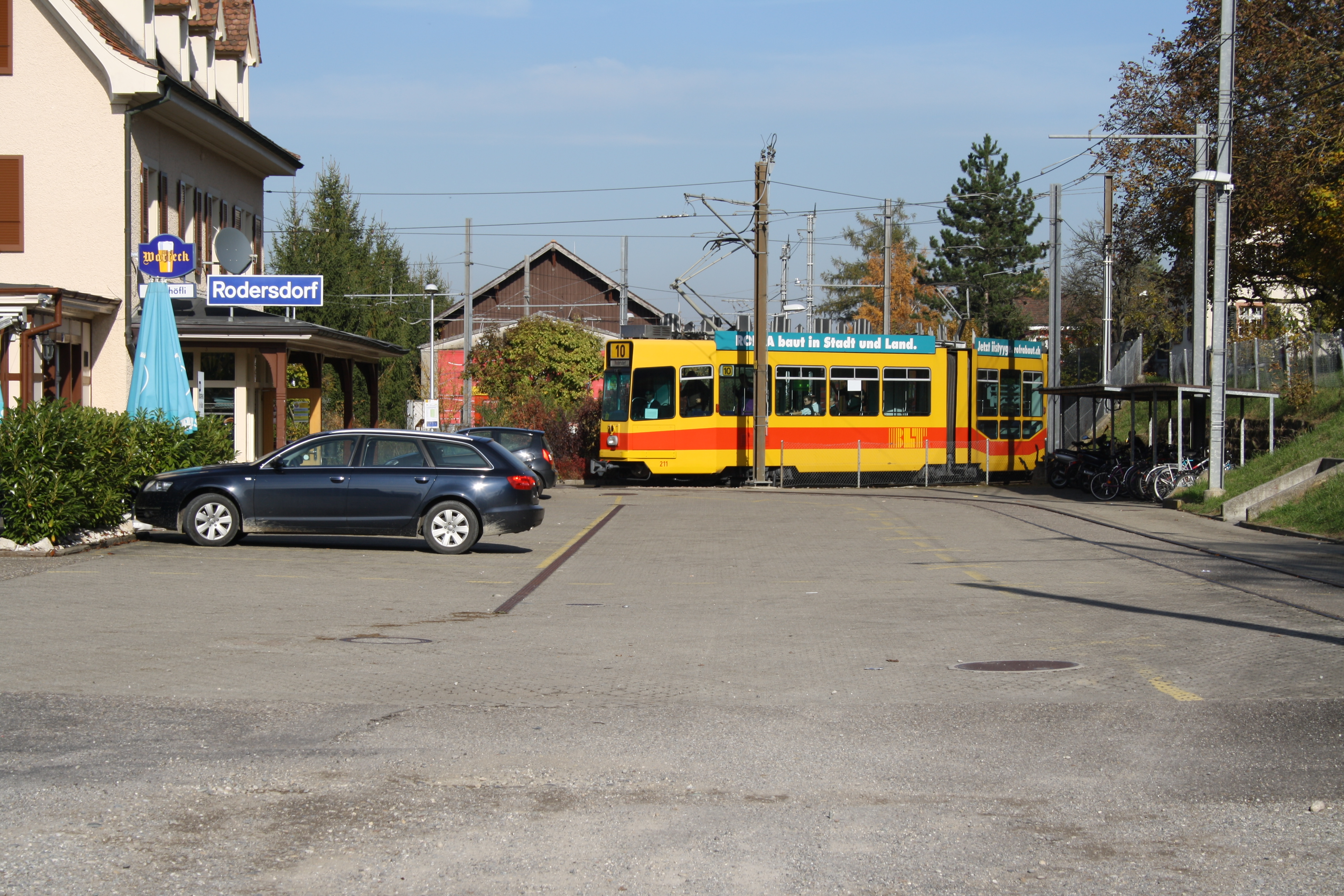
Ein Zug in der Wendeschleife Rodersdorf, links das ehemalige Stationsgebäude

## Fahrzeuge
1966 wurde das Rollmaterial durch modernere Pendelzüge bestehend aus sechs Motorwagen (11–16), sieben Steuerwagen (21–27) und zwei Mittelwagen (61–62) ersetzt. Ein Teil der alten Motorwagen wurde an die Biel-Täuffelen-Ins-Bahn (BTI) verkauft, ein anderer Teil an die AOMC. Letztere wurden aber mangels Zahnradantrieb nur auf den „Flachstrecken“ zwischen Aigle und Monthey eingesetzt.
1984 wurden die blau-weissen Fahrzeuge der ehemaligen BTB durch Gelenk-Motorwagen Be 4/6 in gelb-rot der BLT ersetzt.

## Trivia

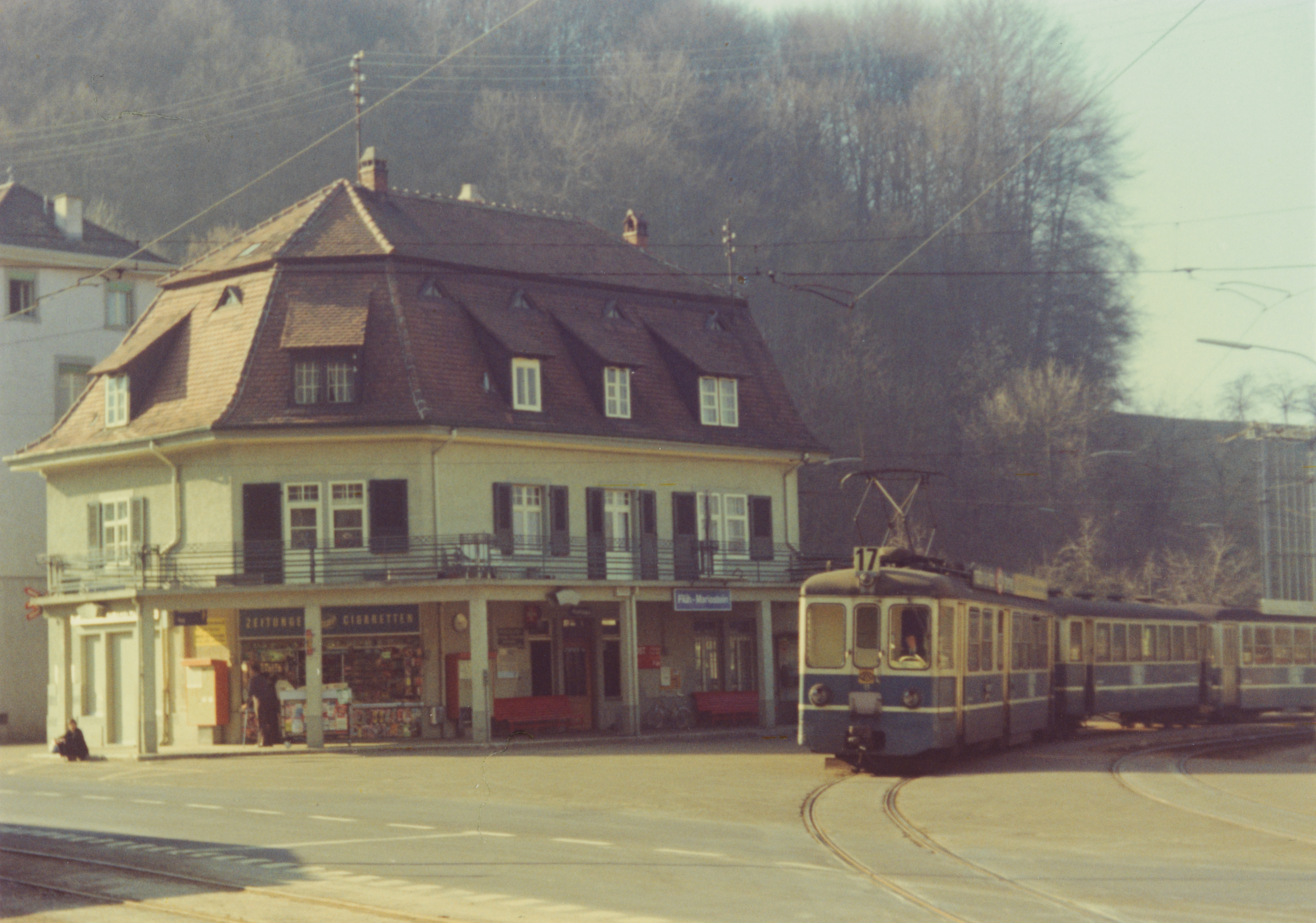
Bahnhof Flüh-Mariastein (ca. 1970)

Die Station Flüh wird am Stationsgebäude als Flüh-Mariastein bezeichnet und nimmt dabei Bezug auf die Ortschaft Flüh in der Gemeinde Hofstetten-Flüh und das Kloster Mariastein, dem zweitwichtigsten Wallfahrtsort der Schweiz, in der Gemeinde Metzerlen-Mariastein. Sie liegt jedoch weder in Flüh noch in Mariastein, sondern auf dem Boden von Bättwil, das auch eine eigene Station hat.